# Lukun
Lukun is een bestuurslaag in het regentschap Meranti-eilanden van de provincie Riau, Indonesië. Lukun telt 2451 inwoners (volkstelling 2010).